# Mafarka il futurista
Mafarka il futurista (Mafarka le futuriste, sottotitolato Roman Africain) è un romanzo di Filippo Tommaso Marinetti, scritto nel 1909.
È la prima opera ufficialmente futurista di Marinetti, scritta nel periodo in cui l'autore concepiva e componeva il primo Manifesto del futurismo. Come tutte le opere di Marinetti fino al 1912, fu scritta in francese nel 1909 e venne tradotta in italiano l'anno successivo, nel 1910, da Decio Cinti.
Il testo, ambientato in un'Africa immaginaria, narra le epiche avventure di Mafarka-el-Bar, abbreviato in Mafarka, che dopo aver trionfato sui suoi nemici in battaglia, in luogo di proclamarsi re degli africani decide di ritirarsi e dedicarsi alla 'creazione' di suo figlio, Gazurmah, automa e semidio alato.
Il romanzo fu accusato di oltraggio al pudore e ripubblicato in forma censurata nel 1920.

## Trama
Il testo è preceduto da una Dedica ai "Grandi Poeti Incendiari! / Fratelli miei Futuristi!" ed è suddiviso in 12 capitoli.

### 1. Lo stupro delle negre
Mafarka-el-Bar ha appena trionfato in battaglia contro lo zio Bubassa, facendolo prigioniero e impadronendosi del trono della città di Tell-el-Kibir, di cui è erede legittimo. Magamal, fratello di Mafarka, lo raggiunge per avvertirlo che i suoi nemici lo stanno accerchiando. Insieme i due fratelli, ispirati dal Sole, cavalcano attraverso il deserto, giungendo a un'oasi in cui sorprendono i loro soldati intenti a uno stupro di massa. Mafarka, comprendendo che i suoi capitani si apprestano a tradirlo, interrompe lo stupro e mette in fuga i traditori.

### 2. Lo stratagemma di Mafarka-el-Bar
Nottetempo Mafarka - travestitosi da mendicante storpio - si reca nell'accampamento del suo nemico, Brafane-el-Kibir, e gli racconta la storia di uno straordinario caso di priapismo che avrebbe colpito Mafarka stesso dopo che un Demonio con l'inganno gli aveva fatto mangiare il membro di un cavallo indomabile. Improvvisamente pieno di energia, il futuro re avrebbe posseduto tutte le schiave del Demonio, mettendo in fuga quest'ultimo, per poi assopirsi su un terrazzo di fronte al porto. Al mattino, senza accorgersene, Mafarka aveva preso il largo, dopo che un marinaio aveva afferrato per sbaglio il suo membro (lungo undici metri) al posto di una fune, legandolo a una vela.

### 3. I Cani del Sole
L'indomani, Mafarka deve affrontare l'ultimo nemico: Faras-Magalla, che lancia contro la città di Tell-el-Kibir "tutti i cani affamati del deserto". Ma le "giraffe da guerra" di Mafarka hanno ragione anche dell'orda dei cani rabbiosi. Durante l'assedio, Magamal uccide un cane che minacciava Mafarka, riportando un lieve graffio alla caviglia.

### 4. Il premio della Vittoria
Dopo aver riportato la vittoria decisiva, Mafarka è accolto da una schiera di vergini che intendono donarsi a lui.

### 5. Il Ventre della Balena
Rientrando nel palazzo del padre (il "semidio che gli aveva dato la vita"), camminando su un tappeto "regalmente improvvisato coi corpi dei prigionieri negri", Mafarka si compiace di mostrare ai suoi dignitari i pesci esotici del suo acquario prima di un sontuoso banchetto. Alla tavola è ammesso anche Sabattan, nipote di Bubassa. Dopo aver mostrato ai convitati la sorte riservata ai traditori (due alleati di Bubassa vengono dati in pasto ai pescecani nell'acquario), entrano in scena due ballerine. Dopo averne subito il fascino, Mafarka si riscuote e ordina che anch'esse siano date in pasto ai pescecani.

### 6. Uarabelli-Ciarciar e Magamal
Il festino è interrotto da uno schiavo, che informa il re dell'improvvisa malattia di Magamal. Mafarka si reca allora nel palazzo di Uarabelli-Ciarciar, la sposa di Magamal, soltanto per scoprire che il fratello, reso folle dal morso del cane rabbioso, ha divorato la moglie nella prima notte di nozze. Dopo averlo visto morire, Mafarka fugge urlando.

### 7. Il viaggio notturno
Mafarka lascia la città su una barca, portando con sé soltanto un sacco misterioso. Nel sonno, il capitano e due marinai del veliero tentano di assassinare Mafarka: questi, tuttavia, si sveglia e contrattacca brandendo il suo sacco, che contiene il corpo morto di Magamal, con il quale stordisce un avversario prima di pugnalarlo alla gola. Strangolato il secondo nemico, Mafarka s'avventa sull'ultimo: esso è Sabattan, il suo rivale, ed il re lo uccide gettandolo in mare dopo un ultimo scontro. 

### 8. Gli Ipogei
Mentre naviga verso "gl'Ipogei di Kataletoro", Mafarka concepisce l'idea di dar vita a un figlio, "sublime uccello del cielo, dalle ali melodiose". Giunto agli Ipogei, Mafarka incontra le ombre dei genitori morti e ha un dialogo con la madre, Langurama, che lo rimprovera per la morte del fratello. Mafarka promette allora di dare alla madre un nuovo figlio immortale.

### 9. Il discorso futurista
Un gruppo di fedeli di Mafarka lo raggiunge agli Ipogei per convincerlo ad accettare il comando supremo. Mafarka li respinge pronunciando un vero e proprio "discorso futurista" (che sarà ripubblicato da Marinetti insieme ad altri manifesti futuristi in Guerra sola igiene del mondo).
Mafarka spiega ai suoi fedeli di non ambire più al potere, ora che la guerra è finita ("D'altronde non sudditi vorrei, ma schiavi"). La sua unica missione, ora, è quella di forgiare la propria volontà, procreando "dalla propria carne, senza il concorso e la puzzolente complicità della matrice [vulva], un gigante immortale dalle ali infallibili". Per essere futuristi occorre "credere nella potenza assoluta e definitiva della volontà, che bisogna coltivare, intensificare, seguendo una disciplina crudele", respingendo l'amore e sostituendolo con l'eroismo, glorificando "la Morte violenta che corona la gioventù". Il discorso infiamma a tal punto gli ascoltatori da causare la morte di molti di loro: ripartiti immediatamente nonostante la tempesta, infatti, essi naufragano contro la scogliera sotto gli occhi del loro re, che li incita a morire. ("Muori d'ebbrezza, carne dell'uomo! Muori di voluttà!...").

### 10. I fabbri di Milmillah
Gazurmah, il figlio alato, è quasi pronto. Per realizzarlo già più di cento operai sono morti dalla stanchezza. Mafarka, che sa di dover morire nell'infondergli il soffio vitale, si concede una breve tregua amando due giovani "fellahine", Luba e Habibi. Quindi è costretto a tornare nel cantiere per sedare la rivolta dei fabbri di Milmillah ("lavoratori dalle braccia possenti come leve") contro i tessitori di Lagahourso ("gracili e tremanti"). Davanti ai fabbri Mafarka loda l'intelligenza dei tessitori. ("Essi hanno l'ingegnosità sottile che manca a voi").

### 11. I velieri crocefissi
Tornando agli Ipogei, Mafarka è sconvolto da un'apparizione notturna: una donna misteriosa, dal volto "madreperlaceo", color del chiaro di luna. Si chiama Colubbi e afferma di provenire "dalle profondità azzurre della tua adolescenza". Mafarka deve lottare contro sé stesso per respingerla; nel frattempo i tessitori di Lagahourso hanno massacrato con l'inganno i fabbri di Millmillah. Infuriato Mafarka li costringe a rimontare le ali di Gazurmah.
Un uragano sta per sopraggiungere: per placarlo, Mafarka accende roghi su tutta la scogliera: da lì Mafarka assiste al naufragio di tre velieri. 

### 12. La nascita di Gazurmah, l'eroe senza sonno
Dopo aver scacciato Colubbi, guardiana degli sciacalli (che reclama di essere la madre di Gazurmah "poiché il suo primo sguardo fu per me"), Mafarka mostra la sua creatura alla mummia della madre; poi, baciando Gazurmah sulla bocca, trasferisce in lui la sua anima e muore.
Decollando, il semidio alato Gazurmah ha in breve ragione dei venti, e si accinge a salire al sole per detronizzarlo.

## Storia editoriale

### Edizioni del 1910
(dalla Dedica all'edizione italiana del 1910)
Il Mafarka è la prima opera ufficialmente futurista di Marinetti, scritta nel periodo in cui l'autore concepiva e componeva il primo Manifesto del futurismo. Come tutte le opere di Marinetti fino al 1912, fu scritta in francese e pubblicata a Parigi all'inizio del 1910 (anche se in copertina risulta il 1909). La traduzione in italiano (qui disponibile la Copia digitale), curata da Decio Cinti (segretario personale di Marinetti) uscì per le Edizioni futuriste di "Poesia" qualche mese dopo, suscitando un certo scalpore, soprattutto per le accuse di pornografia che valsero a Marinetti un primo processo.

### Il processo del 1910
Accusato di oltraggio al pudore, Marinetti mobilitò alcuni dei più celebri avvocati milanesi per il processo, che ebbe luogo nell'ottobre del 1910 davanti a un folto pubblico di letterati, artisti, giornalisti e studenti (e non mancavano gli esponenti del movimento futurista). La difesa poté avvalersi anche della perizia 'tecnica' di un grande letterato italiano, Luigi Capuana che si espresse con toni sinceramente entusiasti nei confronti dell'opera ("è precisamente il poema, non il romanzo, della conquista del pieno possesso della libertà spirituale dell'individuo").
L'accusa di oscenità riguardava soprattutto i primi due capitoli (l'episodio dello "stupro delle negre" e il membro di dieci metri sfoggiato da Mafarka nel secondo). Gli avvocati e Capuana ebbero buon gioco a dimostrare come le immagini effettivamente scabrose avessero in realtà profonde radici letterarie (la novellistica orientale, François Rabelais, Aristofane, ecc.) e non risultassero gratuite, ma finalizzate a esprimere la brutalità degli istinti esecrata dallo stesso protagonista, che nel corso del romanzo intraprendeva una sorta di percorso di purificazione.
Il processo si concluse con l'assoluzione, e fu in pratica uno dei primi grandi happening pubblici del futurismo: Marinetti infatti approfittò dell'esposizione mediatica offertagli per celebrare il movimento artistico da lui fondato (le arringhe del processo, pubblicate in una raccolta di Processi al futurismo per oltraggio al pudore, si leggono ora nell'appendice all'edizione del 2003).

### La revisione del 1920
Negli anni successivi tuttavia il Mafarka fu condannato in appello; la pena fu poi riconfermata in Cassazione e valse al suo autore una temporanea sospensione dal servizio militare durante la prima guerra mondiale.
Nel 1920 (o forse nel 1922) un'edizione di Mafarka il futurista / Romanzo processato fu pubblicata dall'editore Sonzogno. Ma nella nuova versione sono presenti vigorosi tagli: oltre alla dedica iniziale, sono assenti tutte le scene più scabrose, e in particolare quelle incriminate.

### L'edizione del 2003
Il romanzo viene ristampato soltanto nel 2003, in un'edizione tascabile per gli Oscar Mondadori che riprende la versione italiana del 1910, segnalando i tagli successivi mediante parentesi quadre. Nella prefazione, Luigi Ballerini segnala la presenza nel Mafarka di una mescolanza di organico e inorganico che anticipa per certi versi le fantasie del gruppo di Métal Hurlant o di George Lucas (si vedano per esempio le giraffe meccaniche, o lo stesso Gazurmah, semidio-robot volante).
Nel 2005 Lorenza Miretti, in un saggio (Mafarka il futurista. Epos e avanguardia, Gedit, Bologna) analizza la presenza nel Mafarka di numerose e significative reminiscenze dei poemi epici dell'antichità, e in particolare dell'Odissea.

## Influenza culturale
Al protagonista del romanzo si è ispirato lo scultore Fabrizio Galli per l'opera, intitolata appunto Mafarka, realizzata in occasione del MiSex 1995, che raffigura un fallo di 12 metri.

## Edizioni
- (FR) Filippo Tommaso Marinetti, Mafarka le futuriste. Romain Africain, Sansot, 1909.
- Filippo Tommaso Marinetti, Mafarka il futurista, traduzione di Decio Cinti, 1910.
- Filippo Tommaso Marinetti, Mafarka il futurista, edizione censurata, Sonzogno, 1920 (1922).
- Filippo Tommaso Marinetti, Mafarka il futurista, a cura di Luigi Ballerini, traduzione di Decio Cinti, collana Oscar Mondadori, Mondadori, 2003,  pp. xlviii, 327, ISBN 88-04-51431-0, -.
- Filippo Tommaso Marinetti, Mafarka il futurista, traduzione di Decio Cinti, edizione integrale, Adler, 2020,  p. 160, ISBN 978-88-944695-5-4, -.